# Río Salado (Chaco)
El río Salado es un cauce fluvial que discurre en la Provincia del Chaco, Argentina. Nace en las cercanías de Presidencia de la Plaza y desemboca en sobre el Río Paraná Miní, un brazo del río Paraná. Se encuentra a poca distancia del río Negro, curso fluvial que atraviesa el Gran Resistencia; esta escasa distancia fue aprovechada para hacer un canal que conecta ambos ríos, de manera que los excedentes del río Negro se derivan hacia el Salado, y de esa manera amortiguar el impacto sobre el área urbana.
El tramo final atraviesa la ruta Nacional 11 unos 12 km al sur de la ciudad de Resistencia. En este tramo que se identifica como "medio", el cauce toma un brusco cambio de la dirección de escurrimiento, se ensancha su cauce y confluyen en él varios afluentes. En este mismo tramo es aprecia un mayor encajamiento del cauce en los sectores noroeste y sudeste, lo que sugiere una elevación de estas áreas, o bien una depresión del área central.
En sus alrededores la actividad económica preponderante es la ganadería con pasturas.